# 索堡镇
索堡镇，是中华人民共和国河北省邯郸市涉县下辖的一个乡镇级行政单位。

## 行政区划
索堡镇下辖以下地区：
弹音村、悬钟村、索堡村、石家庄村、高家庄村、磨池村、土后门村、陈家庄村、南沟村、白泉水村、温庄村、曲峧村、佛堂村、下温村、上温村、常乐村、桃城村和小会村。

## 全国重点文物保护单位
- 娲皇宫及石刻：5A级景区